# Relhania speciosa
Relhania speciosa là một loài thực vật có hoa trong họ Cúc. Loài này được (DC.) Harv. miêu tả khoa học đầu tiên.